# Címerhatározó
A címerhatározó olyan címergyűjtemény, mely egy bizonyos kulcs alapján rendszerezi a meghatározandó címereket és összefoglalja a címerek meghatározásának szabályait. A címerhatározói kulcs klasszifikációs elveinek koherens módon boztosítaniuk kell az egyes címerek szabályos pozícióját a rendszerben. A címerhatározói rendszer alapja ezért a címerek osztályozása és a címerek szerkezeti felépítésének előzetes tisztázása. A használható határozói kulcs elsődleges jelentősége az, hogy általa könnyen kiigazodhatunk a címerek birodalmában. A címerhatározás szabályai segítséget nyújtanak továbbá az elméleti heraldika továbbfejlesztésére, a szakterminológia egységesítésére.   

## A címerhatározó használata
A határozót a határozói kulcs lépéseinek követésével lehet használni. A címerhatározó használatának két lehetséges célja van: 
- Egy bizonyos, a kereső számára ismeretlen címerrajznak valaki tudni szeretné a tulajdonosát, viselőjét, azaz a címerhez tartozó nevet.

Ilyenkor elégséges a címerhatározó kulcsát követni, mely eldöntendő ítéletek formájában („igen” vagy „nem”) vezet el a keresett címerig, amennyiben az szerepel a címerhatározó jegyzékében. 
- A kereső személy egy bizonyos névhez tartozó címert keres (például Apponyi, Kaposvár stb.)

Ilyenkor elégséges megnézni a címerek betűrendes mutatóját (példánknál az A, illetve a K betű alatt). Amennyiben a címer szerepel a határozó állományában, a kereső néhány lépésben (kattintással) közvetlenül eljuthat az adott címer számára létrehozott oldalra, illetve onnan a külső hivatkozásokra.     

## Lásd még
- Címerhatározás
- Heraldika
- Axiomatikus heraldika